# Ватерполо репрезентација Совјетског Савеза
Ватерполо репрезентација Совјетског Савеза је представљала Совјетски Савез на међународним ватерполо такмичењима. 
Репрезентација Совјетског Савеза је била једна од најбољих у свету, освојила је две златне олимпијске медаље, два светска првенства, пет европских и два светска купа.
Репрезентација се 1991. последњи пут такмичила. После распада Совјетског Савеза, за Летње олимпијске игре 1992. у Барселони створен је Уједињени тим који је представљао ЗНД, а ватерполо репрезентација је тада освојила бронзану медаљу.

## Резултати на међународним такмичењима

### Олимпијске игре
- 1924 - 1948: Није учествовала
- 1952: 7. место
- 1956:  3. место
- 1960:  2. место
- 1964:  3. место
- 1968:  2. место
- 1972:  Победник
- 1976: 8. место
- 1980:  Победник
- 1984: Није учествовала
- 1988:  3. место

Уједињени тим
- 1992:  3. место

### Светско првенство
| - 1973: 2. место - 1975: Победник | - 1978: 4. место - 1982: Победник | - 1986: 3. место - 1991: 7. место |

### Европско првенство
| - 1926 - 1950: Није се такмичила - 1954: 5. место - 1958: 3. место - 1962: 2. место - 1966: Победник | - 1970: Победник - 1974: 2. место - 1977: 4. место - 1981: 2. место - 1983: Победник | - 1985: Победник - 1987: Победник - 1989: 4. место - 1991: 3. место |

### Светски куп
| - 1979: 4. место - 1981: Победник - 1983: Победник | - 1985: Није се квалификовала - 1987: 2. место | - 1989: 6. место - 1991: 5. место |

## Репрезентације бивших Совјетских република
- Ватерполо репрезентација Јерменије
- Ватерполо репрезентација Азербејџана
- Ватерполо репрезентација Белорусије
- Ватерполо репрезентација Грузије
- Ватерполо репрезентација Казахстана
- Ватерполо репрезентација Молдавије
- Ватерполо репрезентација Киргистана
- Ватерполо репрезентација Русије
- Ватерполо репрезентација Украјине
- Ватерполо репрезентација Таџикистана
- Ватерполо репрезентација Туркменистана
- Ватерполо репрезентација Узбекистана
- Ватерполо репрезентација Естоније
- Ватерполо репрезентација Летоније
- Ватерполо репрезентација Литваније